# José Ramón Loayza (provins)

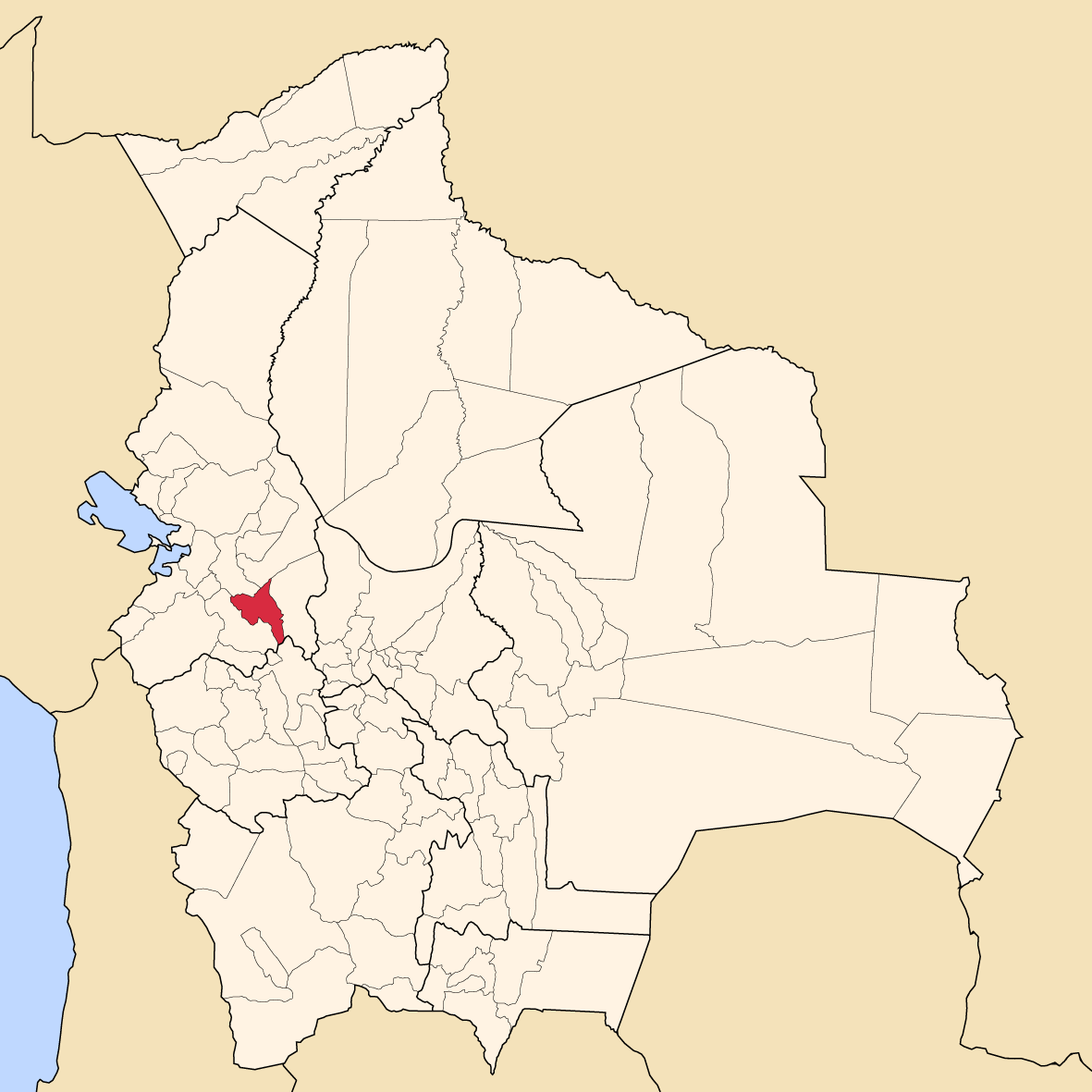
Provinsens läge i Bolivia

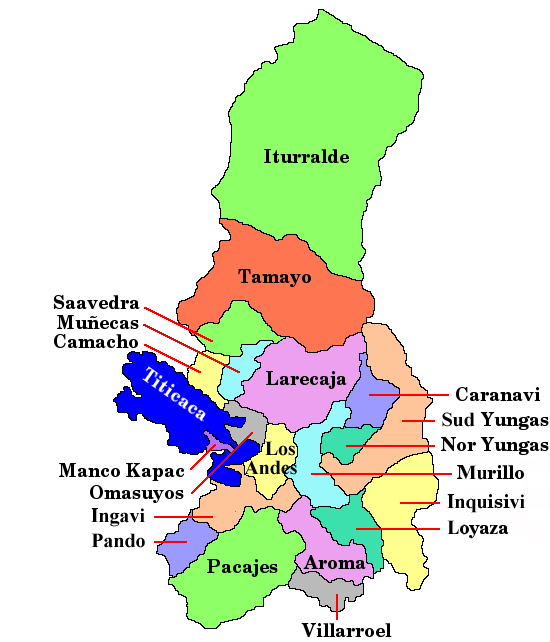
Provinser i La Paz

José Ramón Loayza är en provins i departementet La Paz i Bolivia. Den administrativa huvudorten är Luribay.